# 第44普通科連隊
第44普通科連隊（だいよんじゅうよんふつうかれんたい、JGSDF 44th Infantry Regiment）は、陸上自衛隊福島駐屯地（福島県福島市）に駐屯する第6師団隷下の普通科連隊である。

## 概要
連隊長は1等陸佐（二）が充てられ、福島駐屯地司令を兼務している。連隊本部、本部管理中隊、4個普通科中隊および重迫撃砲中隊により編成される。
訓練は主に水原演習場、白河布引山演習場および王城寺原演習場などで実施している。

## 沿革
- 1970年（昭和45年）
  - 3月10日：第44普通科連隊が福島駐屯地において編成完結[1]。
  - 3月31日：自衛隊旗授与式。
- 1990年（平成02年）
  - 3月11日：本部管理中隊に輸送小隊が新編。
  - 3月26日：師団近代化への改編により、自動車化。
- 1991年（平成03年）3月29日：連隊改編（無反動砲小隊を対戦車小隊へ改編）。
- 1999年（平成11年）3月29日：第6対戦車隊の廃止に伴い、対戦車中隊を新編。
- 2006年（平成18年）3月27日：即応近代化改編

1. 軽装甲機動車、01式軽対戦車誘導弾が配備。
2. 後方支援体制変換に伴い、整備部門を第6後方支援連隊第2整備大隊第3普通科直接支援中隊へ移管。

- 2019年（平成31年）3月26日：本部管理中隊に対戦車小隊を新編。中距離多目的誘導弾が配備[1]。

## 警備隊区
福島県中通り北部、浜通り北部（西会津町、喜多方市、北塩原村、会津坂下町、柳津町、湯川村、会津若松市、磐梯町、猪苗代町、本宮市、大玉村、二本松市、川俣町、伊達市、福島市、桑折町、国見町、飯舘村、新地町、相馬市、南相馬市、浪江町、葛尾村、双葉町、大熊町、富岡町、川内村、楢葉町、広野町）

## 部隊編成
- 第44普通科連隊本部
- 本部管理中隊「44普-本」
  - 中隊本部
  - 連隊本部班：82式指揮通信車
  - 対戦車小隊：中距離多目的誘導弾
  - 情報小隊：軽装甲機動車、偵察用オートバイ
  - 施設作業小隊：小型ドーザ、資材運搬車
  - 通信小隊
  - 補給小隊：3 1/2tトラック
  - 衛生小隊：1トン半救急車
  - 狙撃班
- 第1普通科中隊「44普-1」：高機動車、81mm迫撃砲 L16、01式軽対戦車誘導弾
- 第2普通科中隊「44普-2」：高機動車、81mm迫撃砲 L16、01式軽対戦車誘導弾
- 第3普通科中隊「44普-3」：高機動車、81mm迫撃砲 L16、01式軽対戦車誘導弾
- 第4普通科中隊「44普-4」：軽装甲機動車、81mm迫撃砲 L16、01式軽対戦車誘導弾
- 重迫撃砲中隊「44普-重」：120mm迫撃砲 RT、重迫牽引車
- 福島自動車教習所：3 1/2tトラック（教習装置付き）

## 整備支援部隊
- 第6後方支援連隊第2整備大隊第3普通科直接支援中隊「6後支-2整-3」（福島駐屯地）：2006年（平成18年）3月27日から

## 主要幹部
| 官職名                             | 階級    | 氏名     | 補職発令日     | 前職                             |
| ---------------------------------- | ------- | -------- | -------------- | -------------------------------- |
| 第44普通科連隊長 兼 福島駐屯地司令 | 1等陸佐 | 南利裕数 | 2025年03月24日 | 陸上幕僚監部防衛部防衛課防衛班長 |

| 代 | 氏名     | 在職期間                        | 前職                                                   | 後職                                                       |
| -- | -------- | ------------------------------- | ------------------------------------------------------ | ---------------------------------------------------------- |
| 01 | 藤木護   | 1970年03月10日 - 1971年07月15日 | 第6師団司令部付                                        | 西部方面総監部監察官                                       |
| 02 | 渡邊金雄 | 1971年07月16日 - 1974年03月15日 | 帯広駐とん地業務隊長                                   | 青森駐とん地業務隊長                                       |
| 03 | 櫻井光則 | 1974年03月16日 - 1976年08月01日 | 東北方面総監部厚生課長                                 | 東北方面総監部総務課勤務                                   |
| 04 | 千葉滿   | 1976年08月02日 - 1978年07月31日 | 自衛隊東京地方連絡部募集課長                           | 陸上幕僚監部人事部募集課 総括班長                          |
| 05 | 新井道彦 | 1978年08月01日 - 1979年07月31日 | 陸上幕僚監部調査部付                                   | 第7師団司令部幕僚長                                        |
| 06 | 大東信祐 | 1979年08月01日 - 1981年03月15日 | 陸上幕僚監部付                                         | 第2師団司令部幕僚長                                        |
| 07 | 村上壽幸 | 1981年03月16日 - 1983年03月15日 | 陸上自衛隊幹部学校主任研究開発官                       | 自衛隊宮城地方連絡部長                                     |
| 08 | 楠木昭   | 1983年03月16日 - 1985年03月15日 | 陸上自衛隊富士学校普通科部研究員                       | 陸上自衛隊幹部学校学校教官                                 |
| 09 | 村田光昭 | 1985年03月16日 - 1988年03月15日 | 自衛隊東京地方連絡部募集課長                           | 中部方面総監部人事部長                                     |
| 10 | 千田稔   | 1988年03月16日 - 1990年03月15日 | 陸上幕僚監部調査部付                                   | 東北方面総監部幕僚副長                                     |
| 11 | 吉橋誠   | 1990年03月16日 - 1992年06月15日 | 陸上自衛隊幹部学校学校教官                             | 防衛大学校教授                                             |
| 12 | 奥村快也 | 1992年06月16日 - 1994年06月30日 | 陸上幕僚監部装備部装備計画課 企画班長                  | 陸上幕僚監部人事部補任課長                                 |
| 13 | 松尾一弘 | 1994年07月01日 - 1997年07月31日 | 第4師団司令部第3部長                                   | 陸上自衛隊富士学校普通科部 教育課長                        |
| 14 | 佐藤修一 | 1997年08月01日 - 1999年03月28日 | 陸上幕僚監部防衛部運用課 運用第1班長                   | 統合幕僚会議事務局第3幕僚室 教育訓練調整官 兼 教育訓練班長 |
| 15 | 関口泰一 | 1999年03月29日 - 2000年06月29日 | 陸上幕僚監部防衛部防衛課 業務計画班長                  | 陸上幕僚監部人事部補任課長                                 |
| 16 | 田村栄一 | 2000年06月30日 - 2002年07月31日 | 陸上幕僚監部調査部調査課 調査運用室勤務                | 陸上自衛隊幹部学校学校教官                                 |
| 17 | 末永典良 | 2002年08月01日 - 2004年07月31日 | 陸上幕僚監部防衛部運用課 国際協力室長                  | 陸上自衛隊富士学校普通科部 教育課長                        |
| 18 | 渡邉慎司 | 2004年08月01日 - 2006年03月31日 | 東北方面総監部防衛部防衛課長                           | 陸上自衛隊富士学校機甲科部 教育課長                        |
| 19 | 浅川紀明 | 2006年04月01日 - 2007年07月31日 | 東北方面総監部装備部後方運用課長                       | 中部方面指揮所訓練支援隊長                                 |
| 20 | 上尾秀樹 | 2007年08月01日 - 2009年03月23日 | 陸上自衛隊幹部学校学校教官                             | 統合幕僚監部運用部運用第2課長                              |
| 21 | 中澤剛   | 2009年03月24日 - 2010年03月22日 | 統合幕僚監部防衛計画部計画課 業務計画班長              | 陸上自衛隊研究本部主任研究開発官                           |
| 22 | 森脇良尚 | 2010年03月23日 - 2012年07月31日 | 陸上幕僚監部防衛部防衛課 編成班長                      | 第6師団司令部幕僚長                                        |
| 23 | 松坂普一 | 2012年08月01日 - 2014年03月22日 | 陸上幕僚監部防衛部 情報通信・研究課総括班長            | 中央即応集団司令部防衛部長                                 |
| 24 | 濵田剛   | 2014年03月23日 - 2016年03月22日 | 陸上幕僚監部運用支援・情報部 運用支援課運用支援第2班長 | 中央即応集団司令部防衛部長                                 |
| 25 | 浅賀政宏 | 2016年03月23日 - 2017年03月26日 | 陸上幕僚監部人事部人事計画課 制度班長                  | 陸上幕僚監部防衛部防衛課 防衛調整官                        |
| 26 | 黒羽明   | 2017年03月27日 - 2018年07月31日 | 陸上幕僚監部監理部会計課予算班長                       | 陸上幕僚監部人事教育部人事教育計画課 教育室長              |
| 27 | 𡈽肥直人 | 2018年08月01日 - 2020年12月21日 | 陸上幕僚監部運用支援・訓練部訓練課 器材・演習場班長    | 陸上自衛隊教育訓練研究本部主任教官                         |
| 28 | 湯舟道彦 | 2020年12月22日 - 2023年07月31日 | 陸上自衛隊富士学校主任教官                             | 陸上自衛隊教育訓練研究本部勤務                             |
| 29 | 古庄明裕 | 2023年08月01日 - 2025年03月23日 | 統合幕僚監部防衛計画部計画課 業務計画班長              | 情報作戦支援準備隊長                                       |
| 30 | 南利裕数 | 2025年03月24日 -                | 陸上幕僚監部防衛部防衛課防衛班長                       |                                                            |

## 主要装備
- 1/2tトラック / 73式小型トラック
- 1 1/2tトラック / 73式中型トラック
- 3 1/2tトラック / 73式大型トラック
- 82式指揮通信車
- 高機動車
- 軽装甲機動車
- 89式5.56mm小銃
- 5.56mm機関銃MINIMI
- 84mm無反動砲
- 01式軽対戦車誘導弾
- 中距離多目的誘導弾
- 81mm迫撃砲 L16
- 120mm迫撃砲 RT
- 部外広報等で使用するため保管している装備
  - 64式7.62mm小銃